# Marquesado de Melgar de Fernamental
El Marquesado de Melgar de Fernamental fue un título nobiliario creado por el rey Carlos II de España, el 28 de julio de 1676, a favor de María Luisa Álvarez de Toledo Carreto, esposa de José María de Silva Mendoza, señor de Melgar de Fernamental.

## Historia
María Luisa Álvarez de Toledo Carreto, I marquesa de Melgar de Fernamental, era la única hija de Antonio Sebastián de Toledo Molina y Salazar, II marqués de Mancera y Virrey de Nueva España y de su primera esposa, Leonor Carreto. Debido a los méritos de su padre, la regente Mariana de Austria le concedió un nuevo título nobiliario como merced dotal (28 de diciembre de 1672).
Gracias a su nueva situación la joven dama pudo contraer ventajoso matrimonio con José María de Silva y Mendoza, hijo de los duques de Pastrana y del Infantado, luego del cual obtuvo la confirmación del título nobiliario elevando el señorío de su cónyuge a marquesado (1676). Sin embargo, luego del temprano fallecimiento de su esposo y de sus herederos, en particular de su único hijo varón Manuel José de Silva y Toledo (1679-1701), IX conde de Galve, la marquesa optó por la vida religiosa en el Convento del Sacramento de Madrid, solicitando facultad para donar su título nobiliario a dicho claustro.
En primera instancia, la Cámara de Castilla resolvió por consulta del 9 de septiembre de 1707, que esta cesión sería «de gran perjuicio... pues por este medio conseguirían los conventos y comunidades no sólo ser dueños de la hacienda sino también de las mercedes honoríficas». No obstante, en 1725 la institución religiosa volvió a solicitar al Rey se le permitiera la venta del título para poder iniciar la fábrica de su iglesia y hacer frente a otras necesidades. En consulta del 29 de octubre de 1725, la Cámara resolvió favorablemente a la petición, con la condición de que la persona titulada fuera "de la satisfacción de la Cámara y haya de tomar otra denominación que aquella con que fue hecha la merced".
Luego de un intento infructuoso de adquirir el título de parte del canario Jerónimo de Boza y Solís, finalmente el marquesado fue adquirido por Juan Bautista de Echeverría y Zuloaga, oidor de la Real Audiencia de Lima, en el Virreinato de Perú, cambiando su denominación a la actual Marquesado de Soto Hermoso, creado el 23 de julio de 1727 por el rey Felipe V de España.